# Hármashatár-hegy
Hármashatár-hegy är en kulle i Ungern.   Den ligger i provinsen Budapest, i den centrala delen av landet, 7 km norr om huvudstaden Budapest. Toppen på Hármashatár-hegy är 484 meter över havet, eller 224 meter över den omgivande terrängen. Bredden vid basen är 7,1 km.
Terrängen runt Hármashatár-hegy är kuperad västerut, men österut är den platt. Runt Hármashatár-hegy är det mycket tätbefolkat, med 4 343 invånare per kvadratkilometer. Närmaste större samhälle är Budapest, 7,1 km söder om Hármashatár-hegy. Runt Hármashatár-hegy är det i huvudsak tätbebyggt.

## Galleri

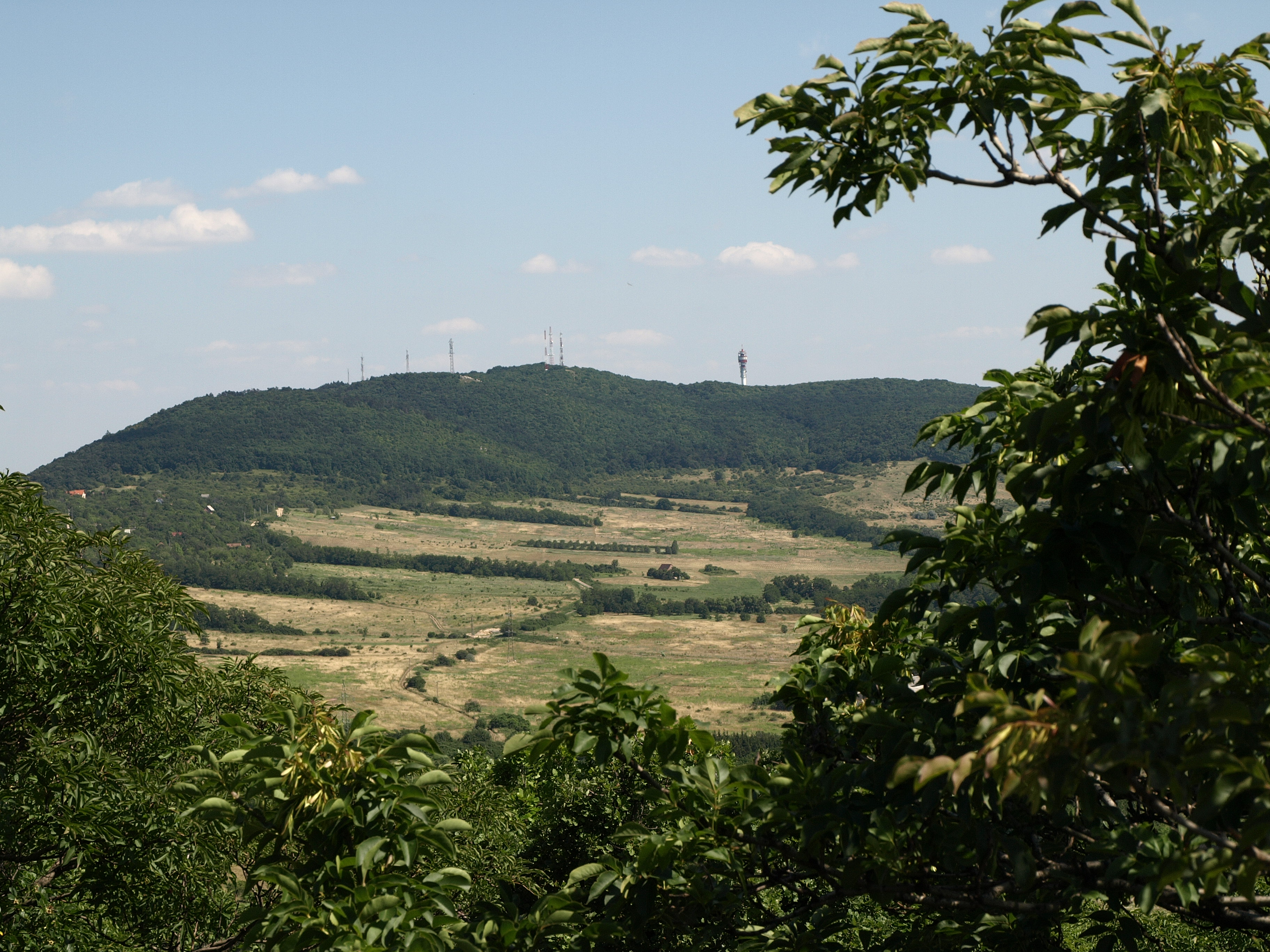
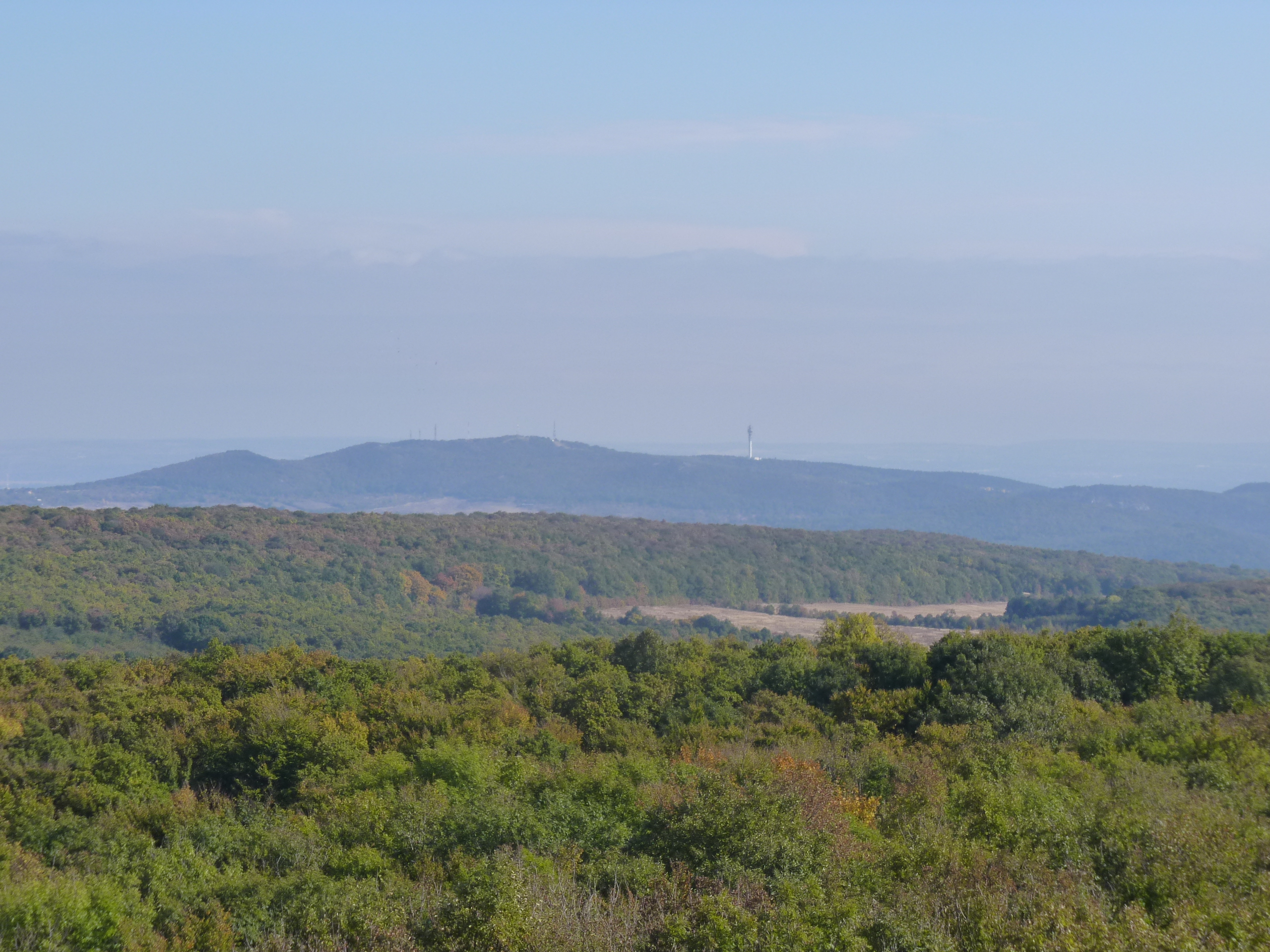
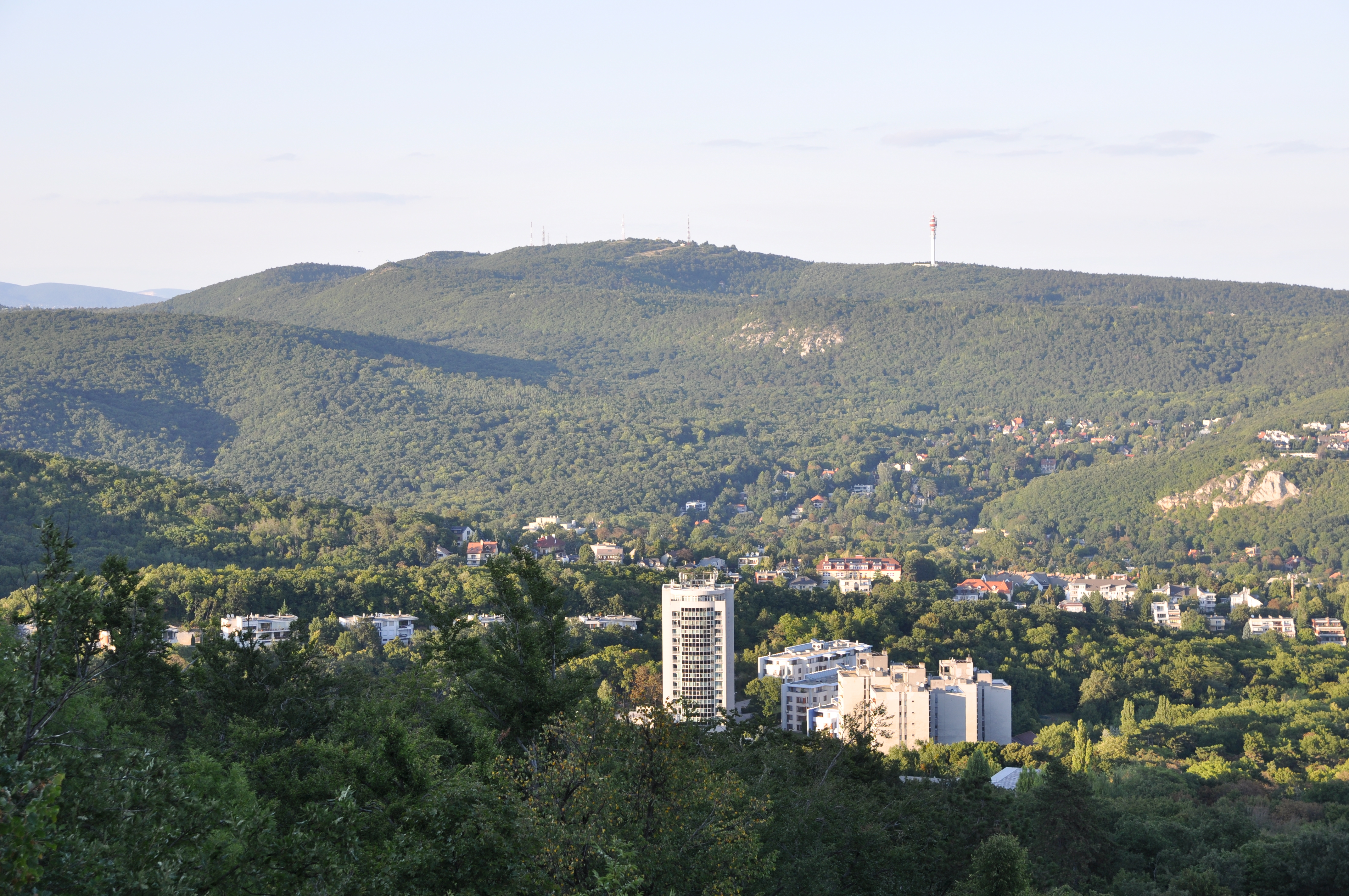